# Korngräns

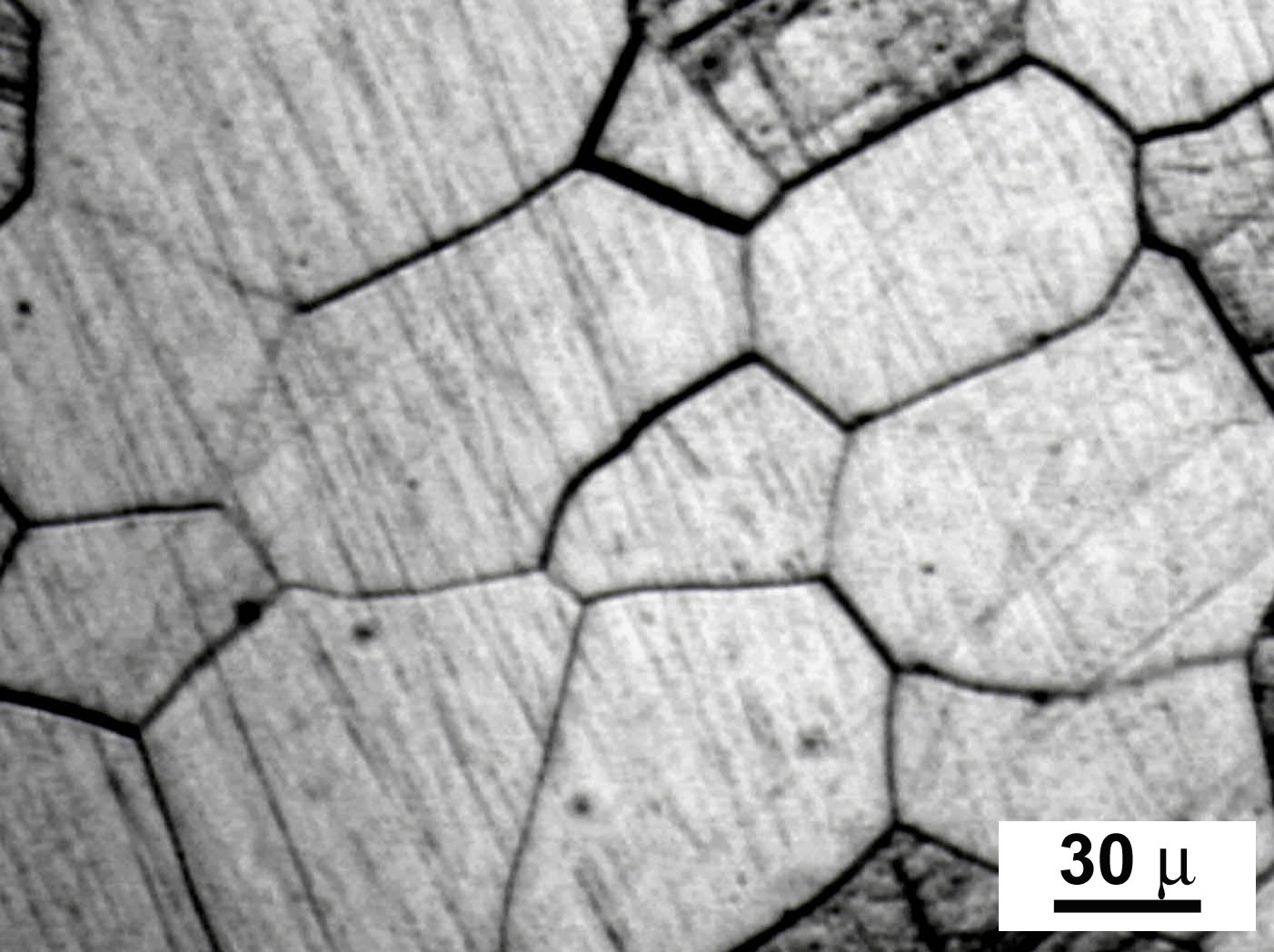
Mikroskopbild av en polykristallin metall där korngränserna tydligt kan urskiljas

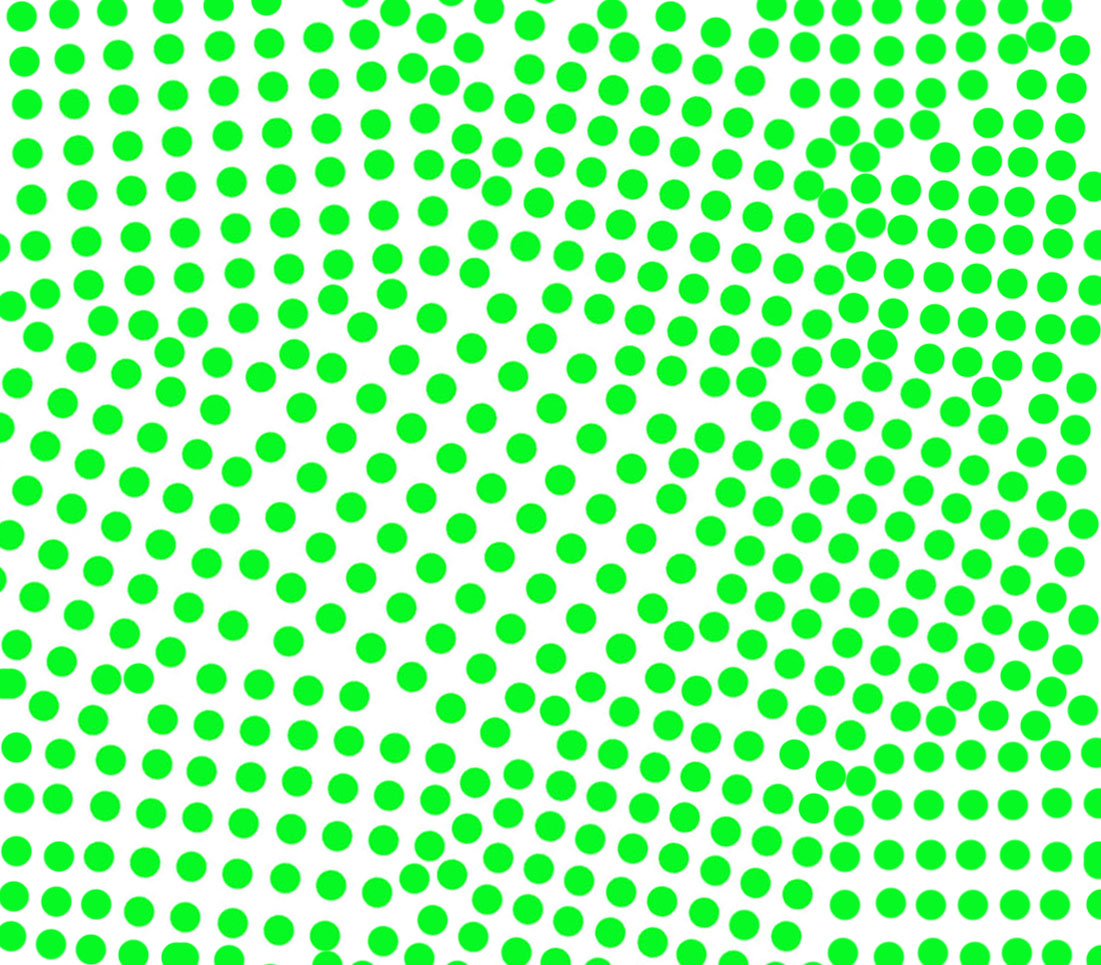
Olika ordnade korn i ett polykristallint material

Korngräns kallas gränsytorna mellan kristallkorn i polykristallina fasta material. Eftersom inga kristallina material är perfekta består sådana material av kristallkorn. Korngränserna skiljer kristallkornen åt och utgör alltså defekter i kristallstrukturen. Korngränserna hämmar ofta den elektriska och den termiska konduktiviteten. 
Korngränserna uppstår antingen när materialet stelnar eller vid fastfasomvandling. Korngränsen är ofta flera atomdiametrar bred.
Ett material blir segare ju fler gånger korngränserna byter riktning. Därför innebär mindre storlek på kornen segare material eftersom korngränserna byter riktning oftare. Detta fenomen beskrivs av Hall-Petch-ekvationen. 
Korngränser utgör ofta startpunkt för korrosion eftersom de är defekter och sprickor i ett annars kristallint material.